# بيتر كورنيليوس (مغني أوبرا)
بيتر كورنيليوس (بالدنماركية: Peter Cornelius)‏ هو مغني أوبرا دنماركي، ولد في 4 يناير 1865 في Asminderød ‏ في الدنمارك، وتوفي في 30 ديسمبر 1934.

## وصلات خارجية
- بيتر كورنيليوس على موقع ميوزك برينز (الإنجليزية)
- بيتر كورنيليوس على موقع ديسكوغز (الإنجليزية)